# Errol Shearsby
Errol Shearsby ist ein ehemaliger südafrikanischer Autorennfahrer.

## Karriere als Rennfahrer
Errol Shearsby begann seine Karriere in den 1960er-Jahren auf einem BMC Mini Cooper in der South African Springbok Trophy Series. In den 1970er-Jahren war er Teilnehmer an der südafrikanischen Tourenwagenmeisterschaft. Internationale Einsätze hatte er in deren Rahmen vor allem beim 1000-km-Rennen von Kyalami, sowie beim 9-Stunden-Rennen von Kyalami, an denen er zwischen 1976 und 1984 regelmäßig teilnahm. 
Nach einem fünften Rang 1979 mit Partner Paddy Driver im Mazda Capella beendete er das zur Sportwagen-Weltmeisterschaft 1984 zählende 1000km Rennen gemeinsam mit George Santana und Hennie van der Linde als Gesamtdritter und Sieger der SASCC Modified Klasse B auf einem Nissan Skyline.